# 海尔伯沙伊德
海尔伯沙伊德是德国莱茵兰-普法尔茨州的一个市镇。总面积6.37平方公里，总人口656人，其中男性341人，女性315人（2011年12月31日），人口密度103人/平方公里。

## 地理

### 位置
该社区坐落在科布伦茨和兰河畔林堡之间的韦斯特林山，在拿骚自然公园里。该社区隶属于蒙塔鲍尔联合镇（Verbandsgemeinde Montabaur），也就是一种集体管理的基层政权。

## 历史
在1362年，海尔伯沙伊德的名称首次出现在历史记载中。

## 政治

### 社区协会
该协会由12名委员组成，他们是在2009年6月7日举行的多数制竞选中由多数选民选上的。

### 徽章
海尔伯沙伊德的徽章有圣母玛利亚，并在她下面有海尔伯沙伊德的著名建筑物，圣母礼拜堂（1889-1891年建造）。徽章左右侧的鹅耳枥树枝代表生长在当地森林里的鹅耳枥树。该徽章的背景颜色，红和银色，代表前特里尔选侯国的徽章。

## 经济和交通

### 交通
离海尔伯沙伊德最近的高速公路立交桥就是迪茨，离离海尔伯沙伊德距离5公里，在德国3号高速公路上。